# Свидівоцька сільська рада
Свиді́воцька сільська́ ра́да — адміністративно-територіальна одиниця та орган місцевого самоврядування в Черкаському районі Черкаської області. Адміністративний центр — село Свидівок.

## Загальні відомості
- Населення ради: 2 419 осіб (станом на 2001 рік)

## Населені пункти
Сільській раді підпорядковані населені пункти:
- с. Свидівок
- с-ще Сокирна

## Склад ради
Рада складається з 16 депутатів та голови.
- Голова ради: Вовк Світлана Миколаївна
- Секретар ради: Острицька Лариса Олександрівна

### Керівний склад попередніх скликань
| Прізвище, ім'я, по батькові | Основні відомості                                                                       | Дата обрання | Дата звільнення |
| --------------------------- | --------------------------------------------------------------------------------------- | ------------ | --------------- |
| Вовк Світлана Миколаївна    | Сільський голова, 1955 року народження, освіта середня спеціальна, позапартійна         | 26.03.2006   | 31.10.2010      |
| Вовк Світлана Миколаївна    | Сільський голова, 1955 року народження, освіта середня спеціальна, член Партії регіонів | 31.10.2010   |                 |

Примітка: таблиця складена за даними сайту Верховної Ради України

### Депутати
За результатами місцевих виборів 2010 року депутатами ради стали:

#### За суб'єктами висування
| Суб'єкт висування | Кількість обраних депутатів | %   |
| ----------------- | --------------------------- | --- |
| Самовисування     | 20                          | 100 |

#### За округами
| № округу | Прізвище, ім'я, по батькові   | Дата визнання обраним | Освіта             | Партійна приналежність | Відомості про обраного депутата                         |
| -------- | ----------------------------- | --------------------- | ------------------ | ---------------------- | ------------------------------------------------------- |
| 1        | Брик Надія Іванівна           | 04.11.2010            | вища               | позапартійна           | Сагунівська загальноосвітня школа І-ІІ ст., директор    |
| 2        | Журавель Ніна Іванівна        | 04.11.2010            | вища               | позапартійна           | Сагунівськасільська рада, секретар                      |
| 3        | Науєвська Світлана Яківна     | 04.11.2010            | вища               | позапартійна           | Сагунівськасільська рада, касир                         |
| 4        | Красюк Валентина Іванівна     | 04.11.2010            | середня спеціальна | позапартійна           | СТОВ «Ломовате», касир                                  |
| 5        | Бондар Тетяна Григорівна      | 04.11.2010            | вища               | позапартійна           | Черкаська міська лікарня № 3, медсестра                 |
| 6        | Герліц Валентина Вікторівна   | 04.11.2010            | середня спеціальна | позапартійна           | Сагунівськадільничналікарня, медсестра                  |
| 7        | Філіпоненко Ігор Анатолійович | 04.11.2010            | вища               | позапартійний          | Черкаська сортодільнична станція, агроном               |
| 8        | Мурмило Марія Петрівна        | 04.11.2010            | середня спеціальна | позапартійна           | ДНЗ «Пролісок», вихователь                              |
| 9        | Братцева Людмила Андріївна    | 04.11.2010            | вища               | позапартійна           | Сагунівська загальноосвітня школа І-ІІІ ст., вчитель    |
| 10       | Джевага Ганна Миколаївна      | 04.11.2010            | середня            | позапартійна           | ВАТ «Черкасигаз», слюсар                                |
| 11       | Балаш Людмила Петрівна        | 04.11.2010            | вища               | позапартійна           | ДНЗ"Пролісок", завідувачка                              |
| 12       | Токовенко Парасковія Іванівна | 04.11.2010            | середня            | позапартійна           | СТОВ «Ломовате», секретар                               |
| 13       | Атамась Леся Іванівна         | 04.11.2010            | середня спеціальна | позапартійна           | Сагунівська сільська рада, гол. бухгалтер               |
| 14       | Джулай Василь Іванович        | 04.11.2010            | вища               | позапартійний          | Сагунівськасільськарада, землевпорядник                 |
| 15       | Шапошник Катерина Іванівна    | 04.11.2010            | середня спеціальна | позапартійна           | пенсіонер                                               |
| 16       | Атамась Ольга Василівна       | 04.11.2010            | вища               | позапартійна           | Сагунівська сільська рада, спеціаліст всіх видів допом. |
| 17       | Бершадська Любов Іванівна     | 04.11.2010            | середня спеціальна | позапартійна           | Сагунівськадільнична лікарня, медсестра                 |
| 18       | Атамась Катерина Михайлівна   | 04.11.2010            | середня спеціальна | позапартійна           | Сагунівська сільська рада, діловод                      |
| 19       | Медведенко Василь Левкович    | 04.11.2010            | вища               | позапартійний          | СТОВ"Ломовате", гол.ветлікар                            |
| 20       | Чепурний Василь Васильович    | 04.11.2010            | вища               | позапартійний          | ВАТ «Черкасиобленерго», інженер                         |

## Природно-заповідний фонд
На землях сільської ради розташовано загальнозоологічний заказник місцевого значення Осокінські острови.